# Geolycosa lusingana
Geolycosa lusingana är en spindelart som först beskrevs av Roewer 1959.  Geolycosa lusingana ingår i släktet Geolycosa och familjen vargspindlar.
Artens utbredningsområde är Kongo. Inga underarter finns listade i Catalogue of Life.